# Lengenfeld (Saksonia)
Lengenfeld – miasto w Niemczech, w kraju związkowym Saksonia, w okręgu administracyjnym Chemnitz, w powiecie Vogtland.